# Onsernonetal
Das Onsernonetal (italienisch Valle Onsernone) ist ein westlich des Maggiatals gelegenes Tal im Schweizer Kanton Tessin.

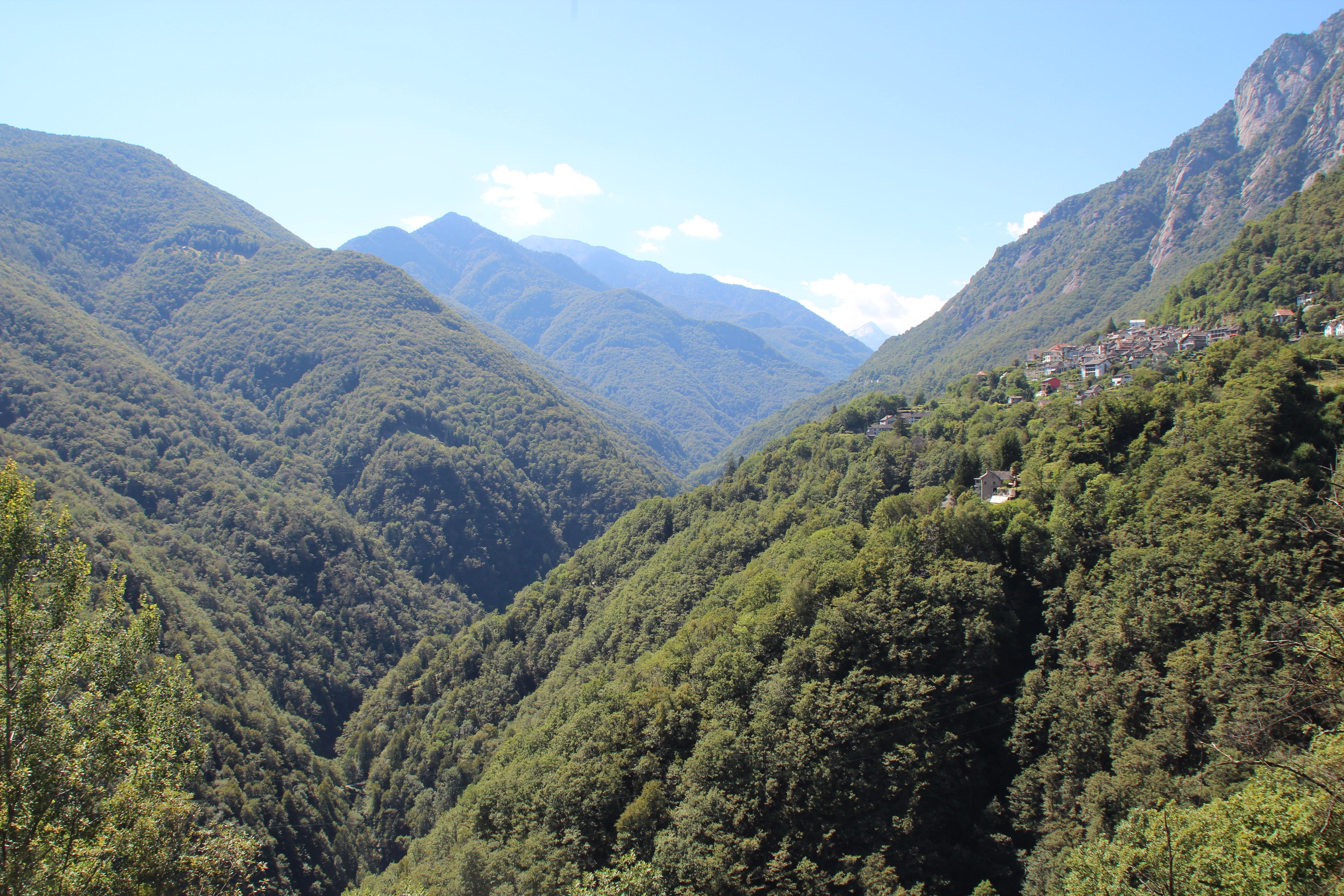
Isorno, Blick talaufwärts

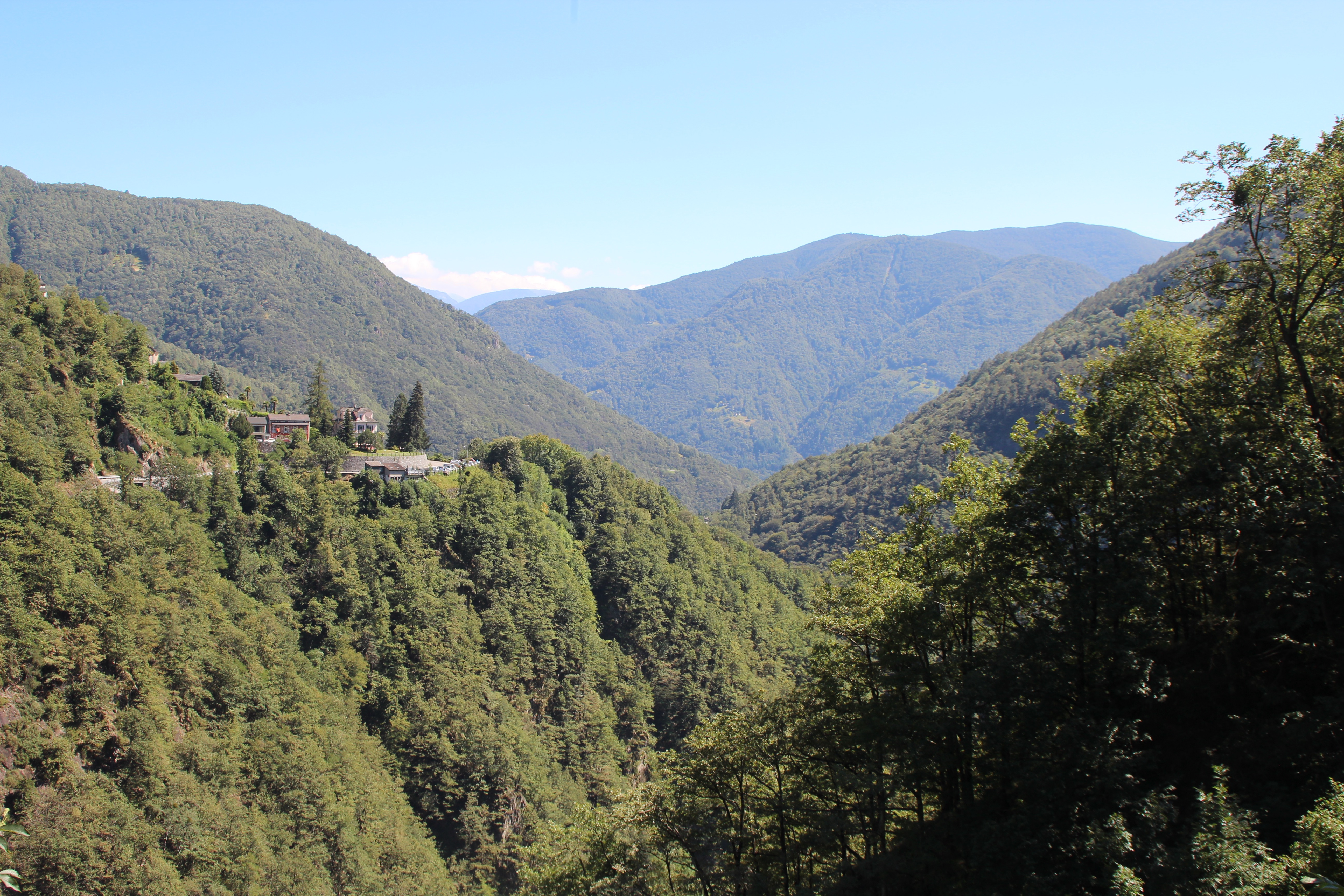
Onsernonetal bei Loco, Blick talwärts

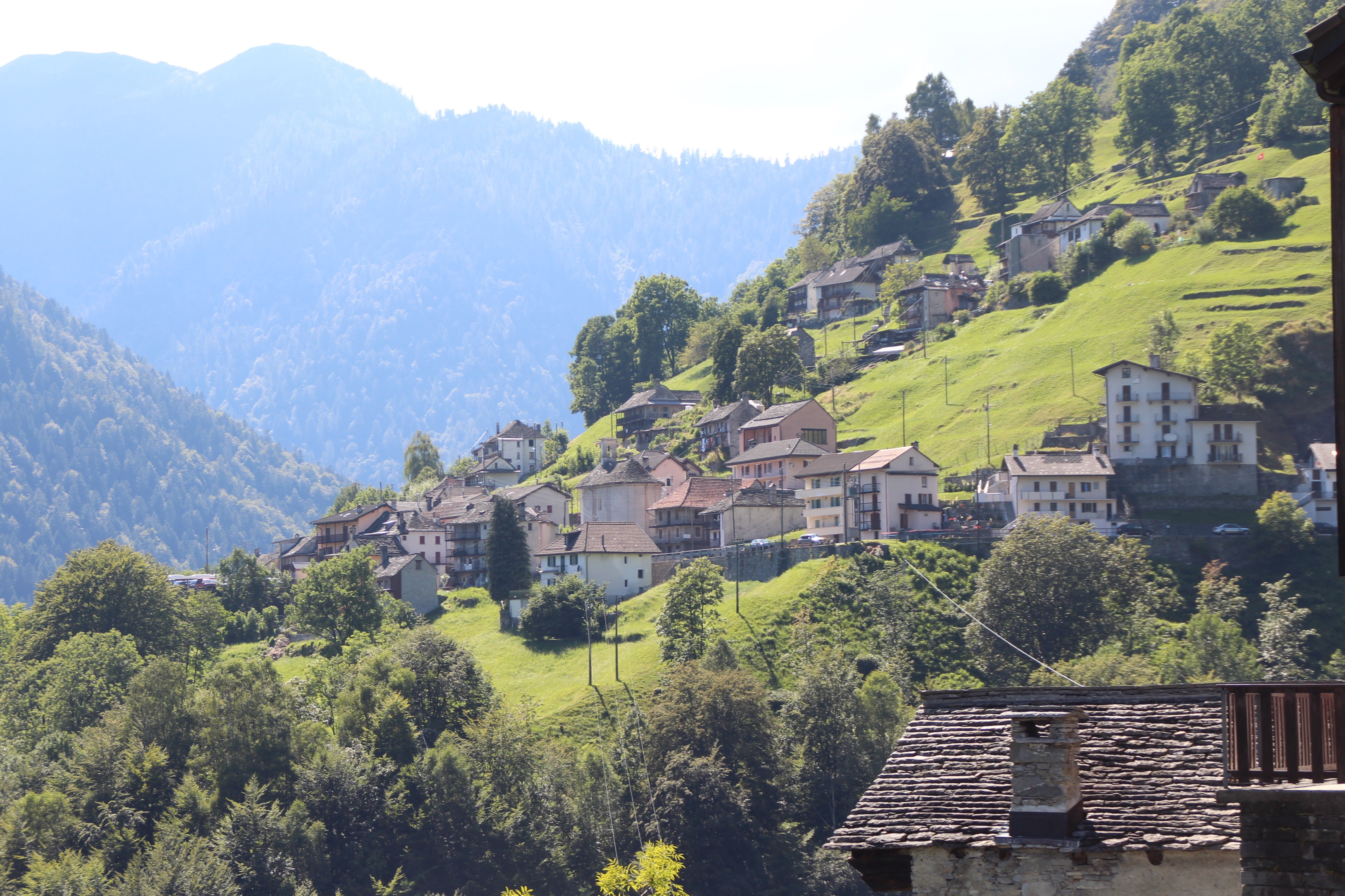
Spruga

## Umfang
Das Onsernonetal umfasst historisch wie die im Hochmittelalter erstmals in Dokumenten erwähnte «Comun Grande d’Onsernone» das gesamte Tal, das vom Bach Onsernone ganz im Westen und dem weiter östlichen Fluss Isorno mit allen Seitenbächen durchflossen wird, bis unmittelbar im Osten vor die Mühlen des Dorfes Auressio (das damals zum Pedemonte gehörte). Erst seit der Abtretung des obersten Talabschnittes von der Schweiz an Italien im Jahre 1807 wird der oberste Talabschnitt «Valle dei Bagni» (nach den Ruinen des früheren Thermalbades Bagni di Craveggia) genannt. Anderseits umfasst heute im gängigen Sprachgebrauch das Onsernonetal auch den untersten Talabschnitt des Flusses Isorno von oberhalb bei Auressio bis zur Einmündung in den Fluss Melezza aus dem Centovalli bei Intragna. Diese frühere geschichtliche Talabgrenzung spiegelte sich von 1995 bis 2016 in den Namen der beiden infolge von Fusionen entstandenen Gemeinden Onsernone und Isorno wider.

## Geographie
Alle Dörfer liegen auf der jeweiligen Nordseite des Tals in Geländeterrassen hoch über den Schluchten der Flüsse Isorno und Ribo. Einzige Ausnahme bildet die früher «Terra vecchia» genannte Siedlung von Oviga (eine der zwanzig Terre der Comun Grande) auf der Südseite des Flusses. Hier in der Nähe überquerte früher der Hauptweg aus dem Centovalli ins Onsernone über Monte Comino den Fluss in Richtung Mosogno und Russo. Die anderen beiden wichtigen Zugangswege im Süden waren von Cavigliano über Auressio nach Loco entlang der Tal-Nordseite und die im 16. Jahrhundert als Mulatteria ausgebaute Verbindung von Intragna TI über die Brücke bei Niva nach Loco.
Der oberste Talabschnitt jenseits der Bäder auf italienischem Territorium ist nur zu Fuss erreichbar. Bei Russo mündet das vom Ribo durchflossene Seitental mit den Dörfern Vergeletto und Gresso ein.

## Geschichte

### Frühe Besiedelung und Mittelalter
Aufgrund der stark erschwerten Zugänglichkeit des Tales von Süden her entlang des in einer langen Schlucht verlaufenden Flusses Isorno und vieler ebenso tief ins Gelände eingeschnittener Seitenbäche (wie des Ribo aus dem Vergelettotal) sowie besonders auf der Tal-Südseite steilen Abhängen dürfte eine nennenswerte Besiedlung zwar erst relativ spät etwa im 8. bis 10. Jahrhundert eingesetzt haben. Aber über die Bergketten von Süden (aus dem Centovalli über Monte Comino und Oviga, in Tessinerdialekt für schattiger Ort, nach Mosogno) und von Norden (aus dem Maggiatal über den Passo della Garina und Ighelon nach Loco) wurde das Tal sicher schon früher begangen.
Neben vereinzelten Funden bei einzelnen Passübergängen spricht dafür insbesondere ein Ende des 19. Jahrhunderts bei Gresso gefundenes Grab mit einem Krug, einer kleinen Vase und drei römischen Münzen aus der Zeit von 98 bis 161 n. Chr.
Erstmals urkundlich erwähnt wird das Onsernonetal wenige Jahrzehnte nach dem benachbarten Centovalli (im 12. Jahrhundert im Besitz des Klosters Disentis) in einem in Ascona beurkundeten Abtretungsvertrag vom 27. November 1224. Bereits vier Jahre später erfolgte die erste Erwähnung der Comune di Onsernone und der ersten Talkirche des Heiligen Remigius in Loco anlässlich einer Streitschlichtung mit Vertretern aus dem Pedemonte und Centovalli. Im selben Jahrhundert folgten weitere erstmalige Erwähnungen heute noch identifizierbarer Fraktionen (Terre), wie von Crana (1228 als Grana), Russo (1231 als Ruxi), Seghelina (1265 als Segurina), Rossa (1265 als Uossa), Barione (1273 als Albairolo und Barione), Mosogno (1277 mit bereits einer Kapelle dort) und von Spruga (1285).
Die Alpe di Porcareccio (zuhinterst im Valle Vergeletto beim Passübergang ins Valle di Campo als Seitental des Valle Maggia) wird auch schon 1296 dokumentarisch belegt. Anlässlich eines Liegenschaftenübertrags in einem Pergament aus Toceno wird 1299 auch erstmals der taldurchquerende Fluss lateinisch als «flumen de aqua calida» (deutsch: Warmwasser, heute zuoberst Onsernone, dann Rio dei Bagni und weiter unten Isorno) bezeichnet. Damit ist dieses Dokument auch der früheste Beleg der beiden Thermalquellen nördlich (heute versiegt) und südlich (Bagni di Craveggia) des Flusses.
Somit war bereits im 13. Jahrhundert etwa das heutige Siedlungs- und Alpgebiet genutzt. Die trotz weiterem Bevölkerungszuwachs kaum mehr flächenmässig ausweitbare Landwirtschaftsfläche und die verbesserten Verkehrsverbindungen (insbesondere nach Bau der romanischen Isorno-Brücken zwischen Vosa und Niva sowie zwischen Oviga und Navira) führten ab dem 15. Jahrhundert zur verstärkten Auswanderung vor allem nach Oberitalien und zur Spezialisierung auf die Fabrikation von Gebrauchswaren aus Roggenstroh für den Export. Dieser brach aber im 19. Jahrhundert mit dann verfügbaren entsprechenden Industrieprodukten ab, was trotz gelegentlicher Rückwanderer zu verstärkter Abwanderung aus dem Tal führte.

### 19. Jahrhundert

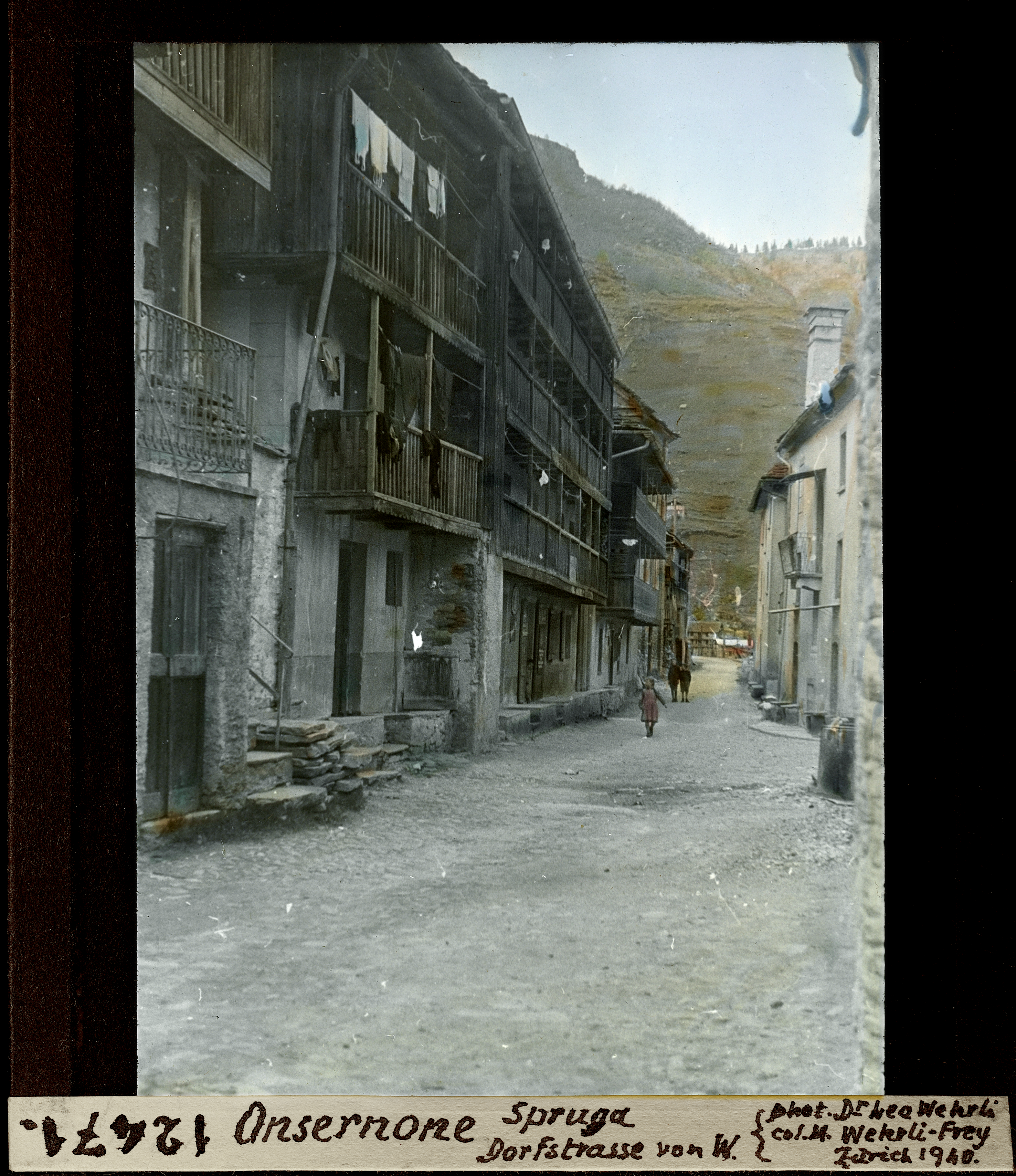
Dorfstrasse von Spruga. Historisches Bild von Leo Wehrli (1940)

Die Comune di Onsernone musste sich bis zum von Napoleon als König von Italien erzwungenen Abtreten des obersten Talabschnittes zuletzt im Jahre 1807 an die italienischen Gemeinden Craveggia und Dissimo (heute Teil der Gemeinde Re) immer wieder gegen auswärtige Besitzansprüche vor allem aus südlicher Richtung (Centovalli und Valle Vigezzo) wehren.
Eine kurvenreiche Fahrstrasse ins Onsernonetal mit zahlreichen Brücken wurde erst zwischen 1898 und 1900 erstellt. Der Postverkehr mit dem Tal erfolgte seit dessen Einrichtung im Jahre 1858 bis dahin zu Fuss nach Loco, wo dann die weitere Postsachen-Verteilung und -Einsammlung im Tal erfolgte. Die Verlängerung der einzigen Durchfahrtstrasse über Spruga hinaus bis zur Landesgrenze erfolgte sogar erst 1932. Geblieben ist bis heute die vielfach (vor allem bei den Ortsdurchfahrten) enge Strasse mit einzig einer späteren Neutrassierung der Fahrstrecke zwischen Cavigliano und Auressio.

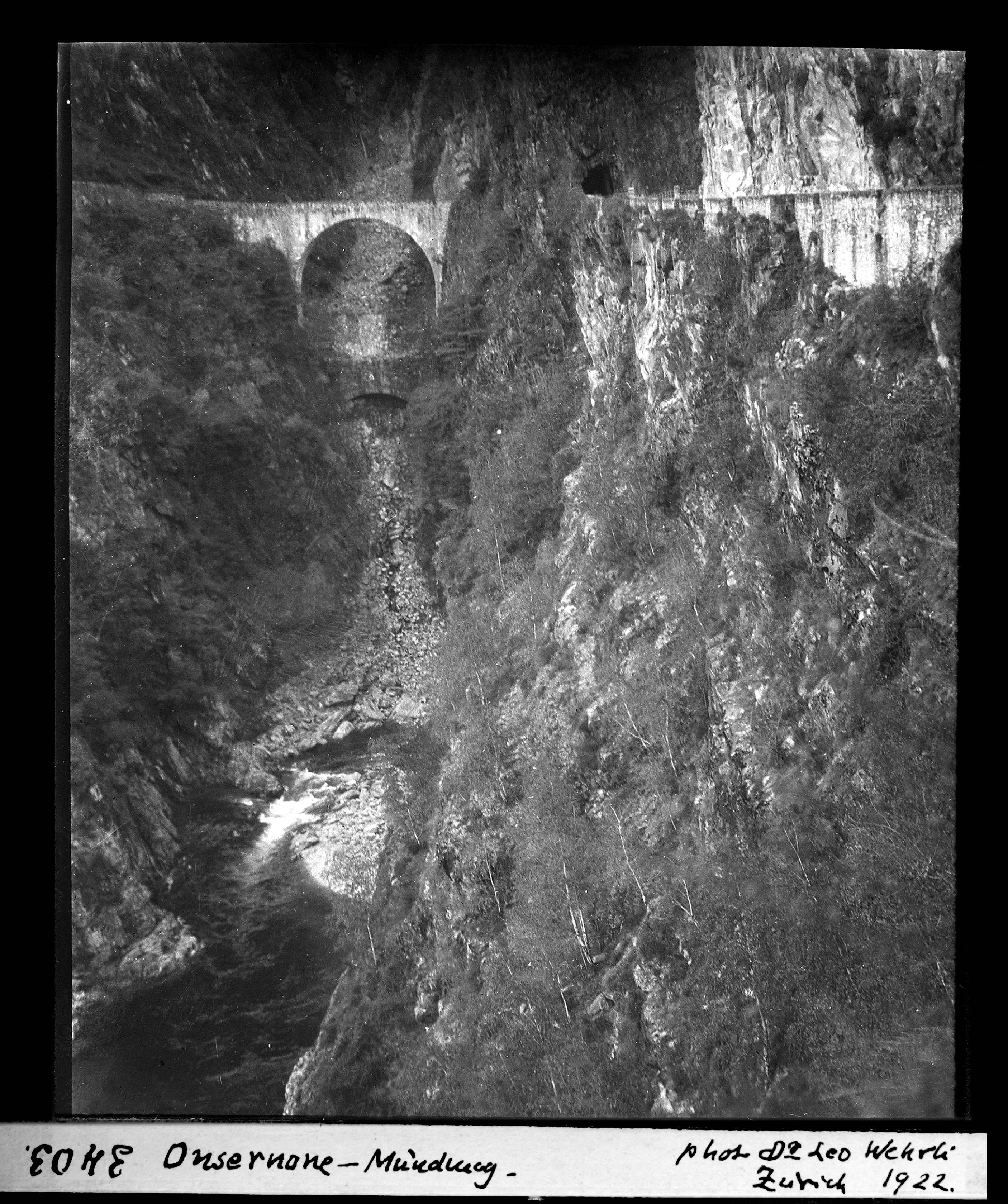
Onsernone-Mündung. Historisches Bild von L. Wehrli (1922)

### Grenzverletzung vom 18./19. Oktober 1944
In der Endphase des Zweiten Weltkrieges bekämpften sich in Norditalien faschistische Truppen und italienische Partisanenverbände. Im Oktober 1944 zogen sich die Überlebenden der Partisanenbrigade Perotti nach einem Rückzugsgefecht zur Schweizer Grenze bei den Bagni di Craveggia nahe Spruga zurück. Ihr Kommandant, Filippo Frasati, ersuchte um Internierung in der Schweiz, die verweigert wurde, da die Schweizer Vorschriften die Internierung Kombattanter nur im Falle unmittelbarer Todesgefahr erlaubten.
Die Grenze wurde ab dem 12. Oktober 1944 durch die motorisierte Mitrailleurkompanie 9 der Schweizer Armee verstärkt, deren Offiziere mit den Partisanen den Grenzübertritt im Falle eines faschistischen Angriffs absprachen. Dieser erfolgte am 18. Oktober 1944, als rund 200 Mann, unterstützt von einigen deutschen Soldaten, das Feuer auf die Partisanen eröffneten, wobei viele Geschosse auch auf Schweizer Gebiet einschlugen. Die Partisanen flohen absprachegemäss in die Schweiz, und einer ihrer Offiziere wurde dabei bereits auf Schweizer Boden getötet.
Der faschistische Kommandant verlangte die Auslieferung der Partisanen, was der Schweizer Kommandant ablehnte. Nachdem die Grenze durch weitere Schweizer Truppen verstärkt wurde, verliessen die faschistischen Truppen das Grenzgebiet wieder. Die 256 überlebenden Partisanen wurden in Locarno bis zum Kriegsende interniert.

### Zuwanderung aus der Deutschschweiz nach 1968
Im Zug der 1968er-Bewegung bis Ende 1980er-Jahre zogen rund 200 junge Menschen aus der Deutschschweiz ins Tal, die als Aussteiger oder Neo-Rurale bezeichnet wurden.

### Politische Gliederung
Die frühere Comune di Onsernone gliederte sich bis zu deren Auflösung als politische Einheit (heute nur noch als Bürgergemeinde existent) Anfang des 19. Jahrhunderts in fünf Squadre (Ortschaften) und 20 Terre (Fraktionen):
- Loco (Loco, Niva, Maltino, Rossa, Ighelon),
- Berzona (Berzona, Seghelina),
- Mosogno (Mosogno Sopra, Mosogno Sotto, Cioss, Barione, Oviga),
- Russo (Russo, Quiello, Gresso, Vergeletto) und
- Crana (Crana, Vocaglia, Comologno, Spruga).

Heute gehört das ganze Onsernonetal inklusive Auressio, zusammen mit dem Vergeletto, nach drei verschiedenen Gemeindefusionen zur Gemeinde Onsernone.

## Architektur
Bekannt ist das Onsernonetal durch seine an der einzigen Durchgangsstrasse hoch oben am Nordhang liegenden und entsprechend stark besonnten Dörfer mit auch im Winter bis zu sieben Stunden Sonnenscheindauer. Zu sehen sind zahlreiche gut erhaltene, typische Tessiner Steinhäuser aus Paragneis, der regional Serizzo genannt wird, mit ihren Holzterrassen. Die kleinen Dörfer sind zum Teil sehr gut erhalten.

## Künstlerkolonie
Seit dem 20. Jahrhundert gilt das Onsernonetal und insbesondere der Ort Berzona als Künstlerkolonie, da verschiedene bekannte Schriftsteller dort zumindest zeitweilig ihren Wohnsitz nahmen. So verbrachte Alfred Andersch seinen Lebensabend im Onsernonetal und wurde in Berzona begraben. Max Frisch und Golo Mann zählen ebenfalls zu den bekannten Einwohnern.